# 何煊
何煊（1774年—1837年），初名何炳，浙江蕭山人，清朝政治人物、進士出身。何澋之孫，何楷之子。
嘉慶十四年，登進士，改翰林院庶吉士。嘉慶十六年，改兵部主事。嘉慶二十五年，任馬館監督。道光元年，升任兵部員外郎、郎中。道光二年，任福建汀州府知府。次年，署福建府知府。光緒五年，實授福州府知府，兼署鹽法道。道光六年，任貴州貴西道、鹽法道。署貴州按察使。道光七年七月初九，由福建盐法道道员升任廣西按察使。道光八年（1828日），丁忧免任。道光十一年，任雲南按察使。道光十三年，任山西布政使；改陝西布政使。道光十四年，護理陝西巡撫。道光十五年，任雲南巡撫。有子何增傑、孫何福銘。